# متیو پورتا
متیو چارلز پورتا (به انگلیسی: Matthew Porretta) (زادهٔ ۲۹ مه ۱۹۶۵) بازیگر و صداپیشهٔ آمریکایی تلویزیون و سینما است. او در بازی ویدئویی اکشن و دلهره‌آور آلن ویک، صداپیشهٔ آلن ویک و در کابوس آمریکایی آلن ویک صداپیشهٔ آلن ویک و آقای اسکرچ بوده‌است.

## زندگی و شغل بازیگری
او در درین، کانتیکت آمریکا در خانواده‌ای هنرمند به دنیا آمد. پدرش فرانک دوم خوانندهٔ اپرا و بازیگر و مادرش، رابرتا نیز خواننده است. او تا سن ۲۵ سالگی در تئاتر برادوی و مدرسهٔ موسیقی منهتن هنرمندی کارآزموده شده بود. در سال ۱۹۹۰ با ایفای نقش‌هایی در مجموعه‌هایی مثل بال‌ها و بورلی هیلز ۹۰۲۱۰ وارد تلویزیون شد. اولین نقش اصلی او در سال ۱۹۹۳ در نقش ویل اسکارلت اوهارا در فیلم کمدی رابین هود: مردان در لباس چسبان ساختهٔ مل بروکس بود. پورتا ۴ سال بعد یعنی سال ۱۹۹۷ در مجموعهٔ تلویزیونی ماجراجویی‌های جدید رابین هود، نقش رابین هود را ایفا کرد. سال ۱۹۹۴ در نمایش اصلی موزیکال احساس اثر استفان سوندهایم و جیمز لپین در تئاتر برادوی ظاهر شد.

## فیلم‌شناسی
| سال       | فیلم                           | نقش                          | توضیح                                 |
| ۱۹۹۳      | کلاس ۹۶                        | کلاد                         | اپیزود Breaking up Is Hard to Overdue |
| ۱۹۹۳      | ساحل جنوبی                     | ریچارد                       | اپیزود Wild Thing                     |
| ۱۹۹۳      | رابین هود: مردان در لباس چسبان | ویل اسکارلت اوهارا           |                                       |
| ۱۹۹۳      | بورلی هیلز ۹۰۲۱۰               | دن رابین                     | ۱۰ اپیزود                             |
| ۱۹۹۵      | دراکولا: مرده و دوست داشتن آن  | ستوانی در مجلس رقص           |                                       |
| ۱۹۹۶      | بال ها                         | دیوید بارنس                  | اپیزود Love at First Flight           |
| ۱۹۹۶-۱۹۹۸ | ماجراجویی‌های جدید رابین هود    | رابین هود                    | ۲۳ اپیزود                             |
| ۱۹۹۹      | ناامید اما نه جدی              | جین                          |                                       |
| ۱۹۹۹      | کیک بوقلمون                    | جیمی                         |                                       |
| ۱۹۹۹      | اعتیاد کیت                     | دایلن پارکر                  |                                       |
| ۲۰۰۰      | کد: ابدیت                      | لیتن                         | اپیزود Death Trap                     |
| ۲۰۰۳      | جنگجوی رویا                    | کالب                         |                                       |
| ۲۰۰۴      | بی نشان                        | اسکار                        | اپیزود Doppelgänger                   |
| ۲۰۰۵      | سی‌اس‌آی: نیویورک                | ران بوجا                     | اپیزود Hush                           |
| ۲۰۱۰      | برایت فالز                     | آلن ویک                      | اپیزود Clearcut                       |
| ۲۰۱۰      | آلن ویک                        | صداپیشهٔ آلن ویک              |                                       |
| ۲۰۱۲      | کابوس آمریکایی آلن ویک         | صداپیشهٔ آلن ویک و آقای اسکرچ |                                       |